# Sønder Omme
Sønder Omme (también, Sonder-Omne; a veces abreviado como Sdr. Ommne) es una localidad situada en el municipio de Billund, en Dinamarca. Tiene una población estimada, a inicios de 2024, de 1710 habitantes.